# Johan Löfstedt (företagare)
Johan Adolf Leonard Löfstedt, född 18 september 1849 i Ängelholm, död 22 september 1934 i Helsingborg, var en svensk affärsman och donator.

## Biografi
Johan Löfstedt var son till handlaren Håkan Löfstedt. Efter att ha genomgått folkskola i Ängelholm kom han som ung till Helsingborg, där han 1876 tillsammans med ett par kompanjoner övertog kolonialvarufirman Johan Ahlbom & co. År 1898 blev han ensam ägare till företaget och ledde det fram till dagarna före sin död. Löfstedt byggde upp en betydande förmögenhet, som han i sitt testamente donerade till olika institutioner i Helsingborg. Huvuddelen av förmögenheten, 2,1 miljoner kronor, sattes att förvaltas av Helsingborgs stad under namnet Johan Löfstedts donationsfond. Avkastningen avsattes att användas för utsmyckning av offentliga byggnader och olika sociala ändamål. Löfstedts konstsamling överlämnades enligt hans önskan till Helsingborgs museum. Löfstedt var en tillbakadragen man, men innehade under många år olika kommunala uppdrag och förtroendeposter i Helsingborg. Han är begravd på Donationskyrkogården i Helsingborg.